# Cerceda (Madrid)
Cerceda es una localidad española de la Comunidad de Madrid, núcleo principal de población perteneciente al término municipal de El Boalo, Cerceda y Matalpino.

## Gobierno y administración
Forma parte del ayuntamiento de El Boalo, Cerceda y Matalpino, un solo municipio proveniente de la agrupación de tres poblaciones. El ayuntamiento de El Boalo, Cerceda y Matalpino es dirigido por el PP - VOX - SOMOS PUEBLO.

## Datos básicos
- Ríos: Samburiel.
- Fiestas: 3 de mayo, Fiesta de la cruz de Mayo
- 14 de septiembre, Cristo de la Esperanza.
- las fiestas populares de verano comienzan el último jueves de agosto.
- En su gastronomía destaca el bacalao rebozado, el cordero y cochinillo asado.

## Población
La población de esta localidad, la más poblada del municipio, es de 3.551 habitantes en enero de 2024. Con un fuerte crecimiento en los últimos años (1111 en 1996, 1518 en 2001).

## Economía local
Su economía se sustenta sobre todo en el sector servicios, con una gran importancia de la construcción. Las industrias principales del pueblo son del sector ganadero y de la cantería.

## Comunicaciones

### Por carretera
La localidad está conectada con las carreteras M-607 y M-608.

### Autobús
| Línea | Recorrido                                                   | Operador         |
| ----- | ----------------------------------------------------------- | ---------------- |
| 672   | Madrid (Moncloa) - Cerceda (por Matalpino)                  | Francisco Larrea |
| 672A  | Madrid (Moncloa) – Cerceda (directo)                        | Francisco Larrea |
| 720   | Colmenar Viejo FF.CC. - Collado Villalba                    | Interbus         |
| 724   | Madrid (Plaza de Castilla) – Manzanares el Real - El Boalo  | Interbus         |
| 876   | Madrid (Plaza de Castilla) – Moralzarzal - Collado Villalba | Francisco Larrea |
| N603  | Madrid (Moncloa) - Villalba - Moralzarzal                   | Francisco Larrea |

## Monumentos y lugares de interés
- Iglesia de Nuestra Señora de la Virgen Blanca